# Wohnsiedlung Herbstweg
Die Wohnsiedlung Herbstweg ist eine kommunale Wohnsiedlung der Stadt Zürich im Saatlenquartier von Schwamendingen. Sie wurde in der 1940er-Jahre von Ernst Göhner gebaut.

## Lage
Die Siedlung liegt im südlichen Teil des Saatlenquartiers direkt an der Autobahn A1 beim Anschluss «Schwamendingen». Die nächste Tramhaltestelle ist «Schörlistrasse» im Tramtunnel Milchbuck–Schwamendingen.

## Geschichte
Die Siedlung entstand kurz nach dem Zweiten Weltkrieg an der Überlandstrasse, die 1921 als Umfahrungsstrasse für den Ortskern von Schwamendingen gebaut wurde. Mit der Eröffnung des Milchbucktunnels kam die Siedlung direkt an der Autobahn zu liegen, sodass die Wohnqualität abnahm. Die preisgünstigen Wohnungen führten zu einem hohen Ausländeranteil von 47 % in der Siedlung im Jahr 2021.

## Architektur
Die Siedlung ist in klassischer Zeilenbauweise erstellt. Sie besteht aus drei Zeilen mit doppelbündigen dreistöckigen Mehrfamilienhäuser mit Satteldach. Auf jedem Stockwerk ist eine 3-Zimmer-Wohnung und eine 4-Zimmer-Wohnung untergebracht, sodass die Siedlung im ganzen 52 Wohnungen zählt. Göhner verwendete in einer konventionellen Gebäudehülle aus Mauerwerk vorfabrizierte Holzelemente für den Innenausbau.